# Dwyer Nunataks
Dwyer Nunataks är nunataker i Antarktis. De ligger i Östantarktis. Australien gör anspråk på området.